# Ernst Baumeister
Ernst Baumeister (ur. 22 stycznia 1957 w Wiedniu) – austriacki piłkarz grający na pozycji pomocnika.

## Kariera klubowa
Karierę piłkarską Baumeister rozpoczął w klubie SV Wienerfeld. Następnie przeszedł do Austrii Wiedeń. W sezonie 1974/1975 zadebiutował w jego barwach w austriackiej Bundeslidze, a od sezonu 1976/1977 był podstawowym zawodnikiem zespołu. Swój pierwszy sukces z Austrią osiągnął w 1976 roku, gdy wywalczył mistrzostwo Austrii. Natomiast w 1977 roku zdobył pierwszy w karierze Puchar Austrii. Kolejne siedem tytułów mistrza kraju wywalczył w latach 1978, 1979, 1980, 1981, 1984, 1985 i 1986. Natomiast w latach 1980, 1982 i 1986 zdobył trzy krajowe puchary. W 1978 roku wystąpił w przegranym 0:4 finale Pucharu Zdobywców Pucharów z Anderlechtem. W Austrii od 1974 do 1987 roku rozegrał 330 meczów i strzelił 45 goli.
W 1987 roku Baumeister przeszedł do Admiry Wacker Wiedeń. Tam grał przez 2,5 roku i na początku 1990 roku przeszedł do Kremser SC, z którym spadł do drugiej ligi. W latach 1990–1992 grał w LASK Linz. Karierę zakończył w 1996 roku w amatorskim SV Traun.
| Sezon   | Klub                 | Kraj    | Rozgrywki  | Mecze | Bramki |
| ------- | -------------------- | ------- | ---------- | ----- | ------ |
| 1974/75 | Austria Wiedeń       | Austria | Bundesliga | 2     | 0      |
| 1975/76 | Austria Wiedeń       | Austria | Bundesliga | 8     | 2      |
| 1976/77 | Austria Wiedeń       | Austria | Bundesliga | 31    | 2      |
| 1977/78 | Austria Wiedeń       | Austria | Bundesliga | 31    | 3      |
| 1978/79 | Austria Wiedeń       | Austria | Bundesliga | 34    | 8      |
| 1979/80 | Austria Wiedeń       | Austria | Bundesliga | 28    | 4      |
| 1980/81 | Austria Wiedeń       | Austria | Bundesliga | 32    | 4      |
| 1981/82 | Austria Wiedeń       | Austria | Bundesliga | 29    | 3      |
| 1982/83 | Austria Wiedeń       | Austria | Bundesliga | 30    | 6      |
| 1983/84 | Austria Wiedeń       | Austria | Bundesliga | 24    | 3      |
| 1984/85 | Austria Wiedeń       | Austria | Bundesliga | 22    | 2      |
| 1985/86 | Austria Wiedeń       | Austria | Bundesliga | 32    | 2      |
| 1986/87 | Austria Wiedeń       | Austria | Bundesliga | 27    | 6      |
| 1987/88 | Admira Wacker Wiedeń | Austria | Bundesliga | 35    | 2      |
| 1988/89 | Admira Wacker Wiedeń | Austria | Bundesliga | 30    | 3      |
| 1989/90 | Admira Wacker Wiedeń | Austria | Bundesliga | 12    | 1      |
| 1989/90 | Kremser SC           | Austria | Bundesliga | 8     | 0      |
| 1990/91 | LASK Linz            | Austria | Division 2 | ?     | ?      |
| 1991/92 | LASK Linz            | Austria | Division 2 | ?     | ?      |

## Kariera reprezentacyjna
W reprezentacji Austrii Baumeister zadebiutował 20 maja 1978 roku w przegranym 0:1 towarzyskim spotkaniu z Holandią. W 1978 roku został powołany przez selekcjonera Helmuta Senekowistscha do kadry na Mistrzostwa Świata w Argentynie, jednak nie rozegrał na nich żadnego spotkania. W 1982 roku był w kadrze Austrii na Mundialu w Hiszpanii. Na tym turnieju zagrał w 4 meczach: z Chile (1:0), z Algierią (2:0), z Francją (0:1) i z Irlandią Północną (2:2). Od 1978 do 1988 roku rozegrał w kadrze narodowej 39 meczów i strzelił jednego gola.